# العلبطي (مبين)

تعديل مصدري - تعديل

العلبطي هي إحدى قرى عزلة بني الشومي بمديرية مبين التابعة لمحافظة حجة، بلغ تعداد سكانها 500 نسمة حسب تعداد اليمن لعام 2004.